# 사당동
사당동(舍堂洞)은 서울특별시 동작구에 있으며, 행정동으로는 사당1동, 사당2동, 사당3동, 사당4동, 사당5동으로 나뉘어 있다. 사당2동의 일부는 법정동이 동작동이다.

## 역사

### 지명 유래
사당동이라는 이름은 마을에 사당(舍堂)이 있었다는 데에서 유래한다. 그 사당은 조선 철학의 근본인 유교의 창시자 공자를 위한 궐리사 같은 곳이다. 그 위치는 현재 이수 교차로 근처이다. 공자와 관련된 서울의 지역명은 공자의 덕을 추모하는 공덕동도 있다.
동작동은 흑석동 쪽에서 지금의 동작대교 방향으로 걸어오다 보면 강변에 구릿빛 돌들이 많이 있었다 하여 그 부근의 나루터를 ‘동(銅)재기나루’라고 불렀는데, 그 이름이 변하여 붙은 지명이다. 현재 전해지는 자연지명으로는 정금마을, 갯마을 등이 있다. 정금마을은 지금의 경문고등학교 근처에 있었으며 달리 ‘정감우(丁監隅)’라고도 불렸는데, 정씨(丁氏) 성의 감사(監司)가 살았기 때문이라는 설, 인근의 포방터에서 훈련을 마치고 이곳에서 점검을 하였다는 것이 와전되었다는 설 등이 있다. 갯마을 또는 포촌(浦村)은 예전에는 그 앞까지 강물이 들어왔다는 데에서 붙은 이름이다.

### 연혁
사당동
- 1914년 3월 1일 : 경기도 시흥군 신동면 사당리
- 1963년 1월 1일 : 서울특별시 영등포구 사당동으로 배속, 행정동 남성동 설치
- 1970년 5월 5일 : 행정동을 사당제1, 제2동으로 분동
- 1973년 7월 1일 : 서울특별시 관악구 사당동으로 배속, 행정동을 사당제1, 제2, 제3동으로 분동
- 1975년 10월 1일 : 사당제1동에서 법정동 방배동을 행정동으로 분동, 사당제2동에서 사당제4동 분동
- 1977년 9월 1일 : 사당제1동에서 사당제5동 분동
- 1980년 4월 1일 : 서울특별시 동작구 사당동으로 배속, 사당제1, 2, 5동의 일부를 관악구 남현동으로 분리, 방배동과 경계 조정

동작동
- 1914년 3월 1일 : 경기도 시흥군 북면 동작리
- 1936년 4월 1일 : 경기도 영등포출장소 동작정회
- 1955년 4월 18일 : 서울특별시 영등포구 동작동 (행정동: 흑석제2동)
- 1973년 7월 1일 : 서울특별시 관악구 동작동 (행정동: 동작동)
- 1980년 4월 1일 : 서울특별시 동작구 동작동 (행정동: 동작동)
- 2008년 : 서울특별시 동작구 동작동 (행정동: 사당제2동)

## 법정동
- 사당동
- 동작동

## 교육
- (사당동)
  - 남사초등학교
  - 남성초등학교
  - 동작초등학교
  - 삼일초등학교
  - 신남성초등학교
  - 행림초등학교
  - 남성중학교
  - 사당중학교
  - 상도중학교
  - 동작고등학교
  - 총신대학교
- (동작동)
  - 동작중학교
  - 경문고등학교

## 주거
| 단지명                    | 건설사              | 시행사                      | 주소                   | 입주        | 비고             |
| ------------------------- | ------------------- | --------------------------- | ---------------------- | ----------- | ---------------- |
| 동작 삼성래미안           | 삼성물산㈜ 건설부문 |                             | 동작구 사당로23바길 9  | 2003년 2월  |                  |
| 이수역 래미안 로이파크    | 삼성물산㈜ 건설부문 | 사당1주택재건축정비사업조합 | 동작구 사당로23길 112  | 2018년 12월 | 사당1구역 재건축 |
| 사당 롯데캐슬             | 롯데건설            |                             | 동작구 사당로27길 181  | 2004년 9월  |                  |
| 사당 롯데캐슬 샤인        | 롯데건설            | 사당삼익아파트 재건축조합   | 동작구 사당로27길 190  | 2003년 10월 | 사당삼익 재건축  |
| 사당 롯데캐슬 골든포레    | 롯데건설            | 사당2주택재건축정비사업조합 | 동작구 사당로 90       | 2021년 7월  | 사당2구역 재건축 |
| 이수 푸르지오 더 프레티움 | 대우건설            |                             | 동작구 동작대로39길 39 | 2021년 6월  |                  |

## 교통
- ● 서울 지하철 2호선, ● 수도권 전철 4호선 사당역
- ● 수도권 전철 4호선, ● 서울 지하철 7호선 이수역
- ● 수도권 전철 4호선, ● 서울 지하철 9호선 동작역

## 같이 보기
- 대한민국의 행정 구역